# 하와이 파이브 오
- 1968년부터 1980년까지 시즌 12까지 미국 CBS에서 방영된 미국 드라마.
- 인기작이라 1997년에도 후속형식으로 다시 제작되려 했지만 불발되었고, 이후 2010년에 리메이크되어 방영되기 시작했고 시즌 10으로 종영했다.
- 시즌 11을 기획하고 있다는 기사가 나왔지만 현재까지 별다른 소식이 없다.

## 한국 방영
- 한국에서는 '5-0 수사대'라는 제목으로 방영되었다.
- 대한민국에서는 TBC 동양방송에서 1975년 9월 부터 첫 신간 시작 받고 1978년 9월 시간 변경 받고 ~ 1979년 2월 까지 잠시 방영하였고 마지막 4년만에 종영 하였다.
- 그리고 1980년 11월 TBC 동양방송에서 방영 중단 받고 인수 하였다.
- 그리고 MBC 문화방송 1981년 1월부터 1982년 5월 까지 1년만에 첫 방영 바뀌고 이동 하였고 마무리가 되었다.
- 그리고 마지막 KBS2 TV 한국방송 1982년 7월 부터 1983년 7월 까지 1년만에 방영 이동 하였고 맡기게 되었다.
- 1년만에 마지막 종영 하였다.